# Isola Dal'nij (Isole Curili)
Isola Dal'nij (in russo остров Дальний; in italiano "isola lontana") è una piccola isola russa che fa parte dell'arcipelago delle isole Curili meridionali ed è situata nell'oceano Pacifico. L'isola è nella piccola catena delle Curili (Малая Курильская гряда) situata al'ingresso della baia Dimitrova (бухта Димитрова) lungo la costa sud-orientale dell'isola di Šikotan. Il suo nome è in relazione alla posizione al margine estremo della baia Dimitrova, al cui centro si trova l'isola Srednij ("isola in mezzo").
Amministrativamente fa parte del Južno-Kuril'skij rajon dell'oblast' di Sachalin, nel Circondario federale dell'Estremo Oriente.